# Gmina Krosno Odrzańskie
Die Gmina Krosno Odrzańskie [ˈkrɔsnɔ ɔˈʤaɲskʲɛ] ist eine Stadt-und-Land-Gemeinde im Powiat Krośnieński der Woiwodschaft Lebus in Polen. Ihr Sitz ist die gleichnamige Kreisstadt (deutsch Crossen an der Oder) mit etwa 11.300 Einwohnern.

## Geographische Lage
Die Gemeinde liegt etwa 10 bis 15 Kilometer östlich der deutschen Grenze. Die Oder durchzieht ihr Gebiet von Ost nach West. Ihr Nebenfluss Bober mündet westlich der Stadt ein.

## Geschichte
Bis ins frühe 18. Jahrhundert wurde in den Dörfern um Crossen noch von einigen Bewohnern ein ostniedersorbischer Dialekt gesprochen.

## Partnerstädte und -gemeinden
- Schwarzheide, Deutschland
- Bremervörde, Deutschland
- Eemsmond, Niederlande

## Gliederung
Zur Stadt-und-Land-Gemeinde (gmina miejsko-wiejska) Krosno Odrzańskie gehören die Stadt Krosno Odrzańskie (Crossen an der Oder) mit ihren Stadtteilen Karcze und Srebrna Góra sowie folgende Ortschaften mit Schulzenamt (sołectwo) und zugehörige Ortschaften (deutsche Namen amtlich bis 1945):
- Bielów (Bielow)
- Brzózka (Braschen) mit Sarnie Łęgi (Rehlang)
- Chojna (Friedrichswalde)
- Chyże (Hundsbelle)
- Czarnowo (Neuendorf)
- Czetowice (Zettitz)
- Gostchorze (Goskar)
- Kamień (Kähmen) mit Morsko (Murzig)
- Łochowice (Lochwitz) mit Gnilec (Pferdegarten)
- Marcinowice (Merzdorf) mit Suchowo
- Nowy Raduszec (Neu Rehfeld)
- Osiecznica (Güntersberg)
- Radnica (Rädnitz)
- Retno (Sorge)
- Sarbia (Münchsdorf)
- Strumienno (Pfeifferhahn)
- Szklarka Radnicka (Rädnitzer Hütten Werke)
- Stary Raduszec (Alt Rehfeld)
- Wężyska (Merzwiese)